# Gelabert/Azzopardi
La Companyia Gelabert/Azzopardi és una companyia de dansa contemporània creada i dirigida pels ballarins Cesc Gelabert i Lydia Azzopardi.

## Història
Ambdós van endegar les seves carreres per separat a l'estranger, fins que el 1980 van començar a col·laborar a la Fàbrica. Cinc anys més tard, van inaugurar la companyia amb la presentació de la seva primera producció de gran format, Desfigurat, el 1985. Fundada l'any 1986, després d'uns anys de col·laboració entre el català Cesc Gelabert i l'anglesa Lydia Azzopardi, va debutar aquell mateix any amb el muntatge Desfigurat en el marc del Teatre Lliure de Barcelona.
Aviat l'agrupació es va consolidar i es va establir definitivament a Barcelona. Simultàniament, el fundador del Teatre Lliure de Barcelona, Fabià Puigserver, va convidar la companyia a associar-se i realitzar coproduccions, així com llargues temporades d'exhibició. D'aquesta manera, el 1987, es convertia en companyia associada i el 2003, fins al 2012, en resident. D'altra banda, la companyia ha pogut desenvolupar molts projectes i presentar el seu treball a Berlín gràcies al Hebbel Theater, que n'ha estat el principal coproductor.
L'agrupació compta avui amb un ampli repertori de coreografies grupals i solos, que uneixen tradició i modernitat. L'objectiu de la companyia ha estat generar qualitat i portar la dansa a un públic al més ampli possible. Gràcies a les gires i a la participació en festivals internacionals, ha arribat a una audiència àmplia i diversa.
Els treballs de Gelabert-Azzopardi han estat reconeguts amb nombrosos guardons, entre els quals el Nacional de Dansa de Catalunya, el Premi Ciutat de Barcelona per Rèquiem de Verdi, la Medalla de Oro al Mérito en las Bellas Artes i el Nacional de Dansa del Ministeri de Cultura., varios Premis Max i Premi Butaca per Belmonte (2011) i per l'obra Cesc Gelabert V.O.+ (2012).
L'any 1997 la companyia fou guardonada amb el Premi Nacional de Dansa concedit per la Generalitat de Catalunya.
A més, dels muntatges creats per a la seva companyia, Cesc Gelabert i Lydia Azzopardi han col·laborat amb artistes de la dansa com Mikhail Baryshnikov, Balletto di Toscana, Tanztheater Komische Oper, Ballet Gulbenkian, Larumbe Danza i Hermès, i amb personalitats de les arts escèniques com ara Fabià Puigserver, Núria Espert, Jorge Lavelli, Montserrat Caballé, Milva, Gerardo Vera, Pilar Miró, Lluis Pasqual, Emilio Sagi, Carles Santos, Frederic Amat, Mario Gas, Julia Migenes Johnson, José Maria Sánchez-Verdú, Kanjuro VII, Lorenzo Mariani i Giancarlos del Monaco, entre d'altres.

## Fons
El Centre de Documentació i Museu de les Arts Escèniques conserva el fons de la companyia Gelabert-Azzopardi. Aquest consta de 275 peces entre vestits i complements, la majoria amb autoria de la mateixa Lydia Azzopardi. Tot es troba a l'Escena Digital del MAE.

## Muntatges
- 2015: Foot-ball
- 2012 La muntanya al teu voltant
- 2010 Belmonte (1988) reconstrucció
- 2009 Sense fi / Conquassabit
- 2008 Una setmana amb el públic
- 2007 Orion
- 2005: Psitt!! Psitt!! Caravan
- 2005: Caravan
- 2004: Arthur's Feet
- 2003: 8421... Viene regando flores desde la Habana a Morón...
- 2000: Useless
- 1998: Zumzum•Ka
- 1996: Armand Dust
- 1993: El jardiner
- 1993: Augenlid
- 1992: Kaalon-Kaakon
- 1991: El Somni díArtemis
- 1988: Belmonte
- 1987: Rèquiem de Verdi
- 1986: Desfigurat

SOLOS CESC GELABERT
A més de les obres per la seva companyia, Gelabert ha coreografiat i interpretat els solos
- 2012 Cesc Gelabert V.O. +
- 2004 Glimpse
- 2002 Preludis
- 1994 Muriel's Variation
- 1990 Pops amb Potes de Camell
- 1989 Vaslav
- 1984 Suspiros de España
- 1982 Bujaraloz

També ha reconstruït i interpretat solos de Gerhard Bohner com:
- 2010 Schwarz Weiss Zeigen
- 1996 - 1999 Im (Goldenen) Schnitt I i II